# Curt Becker (Politiker, 1905)
Curt Becker (* 7. August 1905 in Mönchengladbach; † 21. Februar 1987 ebenda) war ein deutscher Fabrikant und Politiker (CDU). Bis 1976 war er dreimal Mitglied des Bundestages.

## Leben und Beruf
Curt Becker, Sohn von Therese Becker, geborene Helff, und ihres Mannes, dem Textilfabrikanten Richard Becker, studierte nach dem Abitur in Hamburg, München und Bonn Rechtswissenschaften. 1928 wurde er zum Dr. jur. promoviert. Anschließend wurde er Geschäftsführer von verschiedenen Fabriken im Textil- und Bekleidungsgewerbe. So war er ab 1928 im Familienbetrieb tätig und geschäftsführender Teilhaber der Herrenkleiderfabrik Clemens August Becker in Mönchengladbach, wo sich heute die Hosenfabrik Alberto befindet. Er war katholisch und Mitglied der katholischen Jugendbewegung und im Volksverein für das katholische Deutschland. 1931 heiratete er Gertrud Chorus. Aus der Ehe gingen drei Kinder hervor. 1933/34 wurde er in Schutzhaft genommen. Während des Zweiten Weltkrieges war er Fachberater für die Wirtschaftsgruppe Bekleidungsindustrie in Berlin. Noch 1945 wurde er zum Kriegsdienst eingezogen und geriet gegen Kriegsende in amerikanische Gefangenschaft, aus der er im Herbst 1945 wieder entlassen wurde.
Im Jahr 1946 wurde er Präsident des Bundesverbandes Bekleidungsindustrie (bis 1958) und seit 1952 gehörte er bis 1976 dem Präsidium des BDI an. Er war Mitgründer des Bundes Katholischer Unternehmer, dessen Vorstand er von 1949 bis 1975 angehörte. Zudem war er auch Vizepräsident des Europäischen Verbandes der Bekleidungsindustrie.
Er war zudem Vorstandsmitglied im RKW-Frankfurt.
Curt Becker lebte und starb in Mönchengladbach.

## Partei
In der Weimarer Republik gehörte Becker der Deutschen Zentrumspartei (kurz Zentrum genannt) an, 1930 bis 1933 leitete er dessen Jugendorganisation Windthorstbund in München-Gladbach. 1945 beteiligte er sich an der Gründung der Mönchengladbacher CDU und wurde deren stellvertretender Ortsvorsitzender. Er gehörte dem Landes- und Bundesfachausschuss der CDU für Wirtschaftspolitik an und wirkte als Mitglied und geschäftsführender Vorstand des Wirtschaftsrats der CDU.

## Abgeordneter
Im Jahr 1933 war Becker Stadtverordneter für das Zentrum in München-Gladbach. Von 1957 bis 1961, vom 11. Juni 1964, als er für die verstorbene Luise Rehling nachrückte, bis 1965 und von 1969 bis 1976 gehörte er dem Deutschen Bundestag an. Er vertrat den Wahlkreis Mönchengladbach im Parlament.

## Ehrungen
- 1965: Gregorius-Orden
- 1968: Großes Verdienstkreuz der Bundesrepublik Deutschland

Becker war Ehrenpräsident des Bundesverbandes der Bekleidungsindustrie sowie Ehrenvorsitzender des betriebswirtschaftlichen Ausschusses des BDI und des Münster-Bauvereins in Mönchengladbach.

## Veröffentlichungen
- Aufzeichnungen und Erinnerungen. In: Abgeordnete des Deutschen Bundestages. Aufzeichnungen und Erinnerungen. Band, Boppard am Rhein 1983.